# Leo Amberg
Leo Amberg (* 23. März 1912 in Ballwil; † 18. September 1999 in Oberriet) war ein Schweizer Radrennfahrer. 

## Sportliche Laufbahn
Leo Amberg galt als einer der stärksten Schweizer Strassenfahrer vor dem Zweiten Weltkrieg. Er wurde zweimal Schweizer Strassenmeister (1937, 1938), siegte 1935 bei Nizza–St. Tropez sowie 1937 bei der Meisterschaft von Zürich.
Viermal nahm Amberg an der Tour de France teil (1935, 1936, 1937 1947), zweimal am Giro d’Italia (1937 und 1938), neunmal an der Tour de Suisse sowie je einmal an der Vuelta a España (1935) und an der Deutschland-Rundfahrt (1939). Seine grössten Erfolge waren jeweils der dritte Platz in der Gesamtwertung der Tour de France 1937 sowie bei den UCI-Strassen-Weltmeisterschaften 1938.

## Berufliches
Nach Beendigung seiner Karriere als Profi-Rennfahrer 1947 eröffnete Leo Amberg ein Radsport-Geschäft. Er gilt als der Entdecker von Hugo Koblet.
Erfolge:
- 1935 Platz 2 an der Tour de Suisse
- 1936 Platz 3 an der Tour de Suisse
- 1937 Platz 1 an der Meisterschaft von Zürich (Züri-Metzgete)
- 1937 Platz 2 an der Tour de Suisse
- 1937 Platz 3 an der Tour de France und Sieger der 5. Etappe
- 1938 Platz 3 an der Strassen-Radweltmeisterschaft